# Полимербетон
Полимербетон (полимерцемент, пластбетон, бетонополимер) — общее название группы новых типов бетонов, созданных с целью ликвидации или уменьшения недостатков цементного бетона, в которых минеральное вяжущее (цемент, силикат) частично или полностью заменяется полимерами, как правило это полиэфирные смолы, реже эпоксидные. Полимербетон является и «архитектурным бетоном», из которого можно создавать законченные архитектурные объекты.

## Основные типы полимерных бетонов
- Полимербетон - 1. Бетоны где связующим является полиэфирная смола (без участия цемента и воды)  2. Бетоны на основе полимерных связующих (с присутствием цемента, но без участия воды)

- Полимербетон на полиэфирной смоле -   состоит из мраморной крошки (на 85%), связующего - полиэфирной смолы (15%), модифицированных добавок и красящего пигмента.  Цемента в данной рецептуре нет.  Изделия из искусственного камня легкие, влагостойкие, (влагопоглощение составляет всего 0,2%, то есть практически отсутствует) устойчивые к колебанию температур (от -50 до +60 градусов С),
- Полимерцементный бетон — В полимерцементных материалах в бетонную или растворную смесь добавляют в небольших количествах (5…15 % от массы цемента) полимер, хорошо совместимый с цементным тестом. Этому соответствуют водорастворимые олигомеры, отверждающиеся в процессе твердения бетона (например, водорастворимые фенол-формальдегидные полимеры) или чаще водные дисперсии полимеров (поливинилацетата, синтетических каучуков, акриловых полимеров и др.). Полимерцементные растворы и бетоны отличаются высокой адгезией к большинству строительных материалов, низкой проницаемостью для жидкостей, очень высокой износостойкостью и ударной прочностью. Применяют полимерцементные материалы для покрытий полов промышленных зданий, взлетных полос аэродромов, наружной и внутренней отделки по бетонным и кирпичным поверхностям, в том числе для приклеивания керамических, стеклянных и каменных плиток, устройства резервуаров для воды и нефтепродуктов.
- Пластобетон — разновидность бетона, в котором вместо минерального вяжущего использованы термореактивные полимеры (эпоксидные, полиэфирные, фенолформальдегидные и др.). Полимербетон получают смешиванием полимерного связующего и заполнителей. Связующее состоит из жидкого облигомера, отвердителя и тонкомолотого минерального наполнителя, необходимого для уменьшения расхода полимера и улучшения свойств полимербетона. Твердеют полимербетоны при нормальной температуре в течение 12…24 ч, а при нагревании — ещё быстрее. Главнейшее свойство пластобетона — высокая химическая стойкость в кислотных и щелочных средах. Пластобетоны обладают высокой прочностью (Ясж = 60… 100 МПа, ЯИзг~2О…4О МПа), плотностью, износостойкостью и отличной адгезией к.другим материалам. Наряду с этим пластобетоны характеризуются повышенной деформативностью и невысокой термостойкостью. Их стоимость намного выше стоимости обычного бетона, но несмотря на это, полимербетоны эффективно используют для устройства защитных покрытий и изготовления конструкций, работающих в условиях химической агрессии (химические и пищевые предприятия), ремонта каменных и бетонных элементов (восстановление поверхности, заделка трещин и т. п.).
- Бетонополимер — представляет собой бетон, пропитанный после затвердевания мономерами или жидкими олигомерами, которые после соответствующей обработки (например, нагревания) переходят в твердые полимеры, заполняющие поры и дефекты бетона. В результате этого резко повышается прочность бетона (ЯСж ДО 100 МПа и более) и его морозостойкость и износостойкость. Бетонополимер практически водонепроницаем. Для получения бетонополимера главным образом применяют стирол и метилметакрилат, полимеризующиеся в бетоне в полистирол и полиметилметакрилат.

## Полимерные связующие
Термореактивные полимерные вещества, используемые в строительстве в качестве связующих, обычно представляют собой вязкие жидкости, называемые не совсем правильно «смолами». В химической технологии эти продукты частичной полимеризации (с молекулярной массой в пределах 100…1000), имеющие линейное строение молекул и способные к дальнейшему укрупнению, получили название олигомеров. К термореактивным олигомерным связующим относятся, например, эпоксидные и полиэфирные смолы, олифы, каучуки в смеси с вулканизаторами и т. п.
В зависимости от агрегатного (физического) состояния полимерные связующие могут быть:
- вязкими жидкостями: олигомерные (эпоксидные, полиэфирные и др.) и мономерные (фурфурольные, фурфуролацетоновые и др.)связующие;
- водными дисперсиями полимеров (латексы синтетических каучуков, поливинилацетатная и полиакрилатная дисперсии и др.);
- порошками и блочными продуктами (гранулы, листы, плёнки): полиэтилен, полистирол, поливинилхлорид, полиметилметакрилат.

Один и тот же полимер в зависимости от метода синтеза может иметь различное физическое состояние. Так, полистирол может быть в виде гранул, тонкозернистого порошка, раствора в органических растворителях и водной дисперсии.
Для получения полимерцементных материалов наиболее удобны водные дисперсии полимеров и водорастворимые порошкообразные полимерные продукты; для полимербетонов и полимеррастворов — жидковязкие олигомеры и мономеры, реже для этой цели применяют водные дисперсии полимеров.
По сравнению с цементными бетонами, полимерные и полимерцементные бетоны обладают большей прочностью на растяжение, меньшей хрупкостью, лучшей деформируемостью. У них более высокие водонепроницаемость, морозостойкость, сопротивление истиранию, стойкость к действию агрессивных жидкостей и газов.
Известно, что наполнение смол дисперсными наполнителями более 5 % резко понижает их прочностные свойства (в зависимости от степени наполнения). Пластоцементы никогда не используются в качестве композитов для деталей, находящихся под нагрузкой. Также цена пластоцементов значительно выше обычных неорганических цементных смесей, что определяет их узкую специализацию.
Полимербетон ещё называют «искусственный камень» из-за его прочности и внешнего сходства. Применяется полимербетон для герметизации резервуаров, шпатлёвки, грунтовки, при изготовлении наливных полов, для выравнивания неровностей и дефектов в металлических изделиях, в производстве мебели и как строительный материал.
Производители высокодинамичных станков используют полимер — бетон в качестве материала станин, рам, порталов станков и др., он обладает величиной логарифмического затухания в 10 раз выше, чем чугун. Уникальность демпфирования и жёсткости этого материала, малой массы (в 3-5 раз по сравнению со сталью), делают его передовым на рынке машиностроения.

## Растворы и бетоны, модифицированные полимерами
Раствор и бетон, изготовляемые из портландцемента, известны во всём мире в качестве строительного материала уже в течение 160 или более лет. Однако цементный раствор и бетон имеют некоторые недостатки, такие, как замедленное твердение, низкая прочность при изгибе, большое трещинообразование при высыхании и низкая химическая стойкость. Для преодоления этих недостатков пытались использовать полимеры. Одним из таких направлений является создание модифицированного полимерами раствора (полимерцемента) или бетона. Для этого применяют модификацию обычного цементного раствора или бетона такими полимерными добавками, как латексы, порошкообразные эмульсии, водорастворимые полимеры, жидкие смолы и мономеры. Раствор и бетон, модифицированные полимером, имеют монолитную структуру, в которой органическая полимерная матрица и матрица цементного геля гомогенизируются. Свойства раствора и бетона, модифицированного полимером, определяются такой совместной матрицей. В системах, модифицированных латексом, порошковыми эмульсиями и водорастворимыми полимерами, дренаж воды из этих систем при гидратации цемента приводит к образованию плёнки или мембраны. В системах, модифицированных жидкими смолами и мономерами, добавка воды стимулирует гидратацию цемента и полимеризацию жидких смол или мономеров.
Первый патент на применение полимерцемента был выдан Крессону в 1923 г. Он касается материала для покрытий с природными каучуковыми латексами, при этом запатентованный цемент был использован в качестве основы. Первый патент такой системы, модифицированной полимерным латексом, был опубликован Лефебром в 1924 г. По-видимому, он — первый исследователь, который намеревался создать растворы и бетон, модифицированные латексом, используя природные каучуковые латексы, путём подбора состава при смешивании. Этот патент важен с исторической точки зрения. Подобная идея была запатентована Кирпатриком в 1925 г. В 20-е и 30-е годы были разработаны раствор и бетон, модифицированные полимерами, с использованием природных каучуковых латексов.
С другой стороны, в 1932 г. был выдан патент Бонду, который впервые предложил использовать синтетические каучуковые латексы для систем, модифицированных полимерами. В 1933 г. был выдан патент Родвеллу, который первый применил латексы синтетических смол, включая поливинил-ацетатные, для модифицированных систем. Другими словами, 1930-е годы стали поворотной точкой в использовании латексов в качестве модификаторов цемента (от природных каучуковых латексов до латексов синтетического каучука или смол).
В 1940-х годах были опубликованы некоторые патенты на системы, модифицированные полимером, с такими синтетическими латексами, как латексы полихлоропренового каучука (неопрен) и полиакрил-эфирные латексы. Для-практического применения были разработаны растворы и бетоны, модифицированные поливинилацетатом. С конца 40-х годов модифицированные полимерами растворы и бетоны стали использоваться для покрытий палуб кораблей, настилов мостов, мостовых, полов, а также в качестве антикоррозионных покрытий. В Великобритании Гриффитсом и Стивенсом были проведены исследования по использованию систем, модифицированных природным каучуком. В то же время большой интерес вызвало использование синтетических каучуков в модифицированных полимерами системах. В 1953 г. Гэйст и др. опубликовали детальное исследование о растворах, модифицированных поливинилацетатом, и внесли ряд ценных предложений относительно развития модифицированных полимерами систем.
В 60-е годы бутадиен-стирольный каучук, полиакриловый эфир и поливинил иденхлоридвин ил хлор ид были применены для модификации растворов и бетонов. С этого времени практические работы по исследованию и развитию модифицированных растворов и бетонов значительно продвинулись в различных странах, в частности в США, СССР, ФРГ, Японии и Великобритании. Соответственно появилось значительное число публикаций, включая патенты, книги, статьи и доклады. Главные и важнейшие из этих исследований приведены ниже.
1. Патенты: Е. И. дю Пон де Немур энд Ко.; Мастер Механике Ко.; Америкэн Цианамид Ко.; Доу Кеми-кал Ко.; Онода Цемент Ко..
2. Книги: Ю. С. Черкинского; Намики и Охама; В. И. Соломатова; Сатал-кина и др.; Патуроева; Вильсона и Крипса; ACI Committee 548.
3. Статьи: Вагнера; Петри; Мори, Кавано, Охама и др.; Охама.
4. Доклады, представленные на основных конгрессах и конференциях по полимерам в бетоне.

Недавно во всем мире стали широко применяться такие полимерные латексы, как бута-диенстирольный каучук, полиакриловый эфир, поливинили-денхлоридполивинилхлорид, полиэтиленвинилацетат и поли-винилацетатные латексы. В Японии были изданы JIS (японские промышленные стандарты), включающие несколько стандартов по качеству и методам испытаний модификаторов цемента и растворов типа латекса:
- JIS A 1171 Изготовление образца для испытаний модифицированного полимером раствора в лаборатории
- JIS A 1172 Испытание на прочность модифицированного полимером раствора
- JIS A 1173 Испытание на осадку конуса модифицированного полимером раствора
- JIS A 1174 Испытание на определение удельного веса и содержания воздуха (гравиметрическое) чистого, модифицированного полимером раствора

В 1971 г. Дайку, Штайнберг и др. исследовали ряд других систем. Доннелли и Дафф запатентовали системы, основанные на эпоксидных смолах, соответственно в 1965 и 1973 гг. В. 1959 г. была запатентована система с уретановым преполимером.
Метилцеллюлоза, очень популярная в качестве водорастворимого полимера, используется как модификатор цемента, а с начала 60-х годов она также широко применялась в производстве клеящих модифицированных растворов для керамических плиток. В этом случае содержание полимера составляет 1 % или менее от используемого цемента. Ши-базаки показал, что такие полимеры, как гидроксиэтил-целлюлоза и, поливиниловый спирт, эффективны в качестве водорастворимых полимеров для модификации растворов. В 1974 г. Рамеси и Разл опубликовали обобщающий обзор по модифицированным полимерами системам.
Настоящая глава посвящена технологии производства, свойствам и применению различных модифицированных растворов и бетонов.
Некоторые виды изделий из полимербетона:
- Столешницы из «искусственного камня». В данном случае пластоцемент наполняют мраморной или гранитной крошкой, что придаёт ему декоративные свойства.
- Раковины для химических лабораторий. Пластоцементы обладают высокой химической стойкостью, что позволяет их использовать таким образом.
- Двухкомпонентные шпатлёвки и грунтовки.
- Наливные полы.
- Изделия для оборудования, декорирования надгробных памятников и других мемориалов.
- Художественные декорации (Ландшафт, интерьер, архитектура).
- МАФ
- Фонтаны, водопады, аквапарки.